# Ari Yuli Wahyu Hartanto
Ari Yuli Wahyu Hartanto (* 13. Juli 1986 in Kediri) ist ein indonesischer Badmintonspieler. 

## Karriere
Ari Yuli Wahyu Hartanto belegte bei den indonesischen Nationalspielen Rang drei im Herreneinzel. Zwei Jahre zuvor wurde er bereits Zweiter bei den Brazil International 2006. Zweiter wurde er ebenfalls bei den Vietnam International 2007, den Indonesia International 2008 und dem Volant d’Or de Toulouse 2008.